# Microcharmus andrei
Espèce
Microcharmus andrei est une espèce de scorpions de la famille des Buthidae.

## Distribution
Cette espèce est endémique de la région Sofia à Madagascar. Elle se rencontre vers Mandritsara.

## Description
Le mâle holotype mesure 14,1 mm.

## Systématique et taxinomie
Cette espèce a été décrite par Lourenço, Waeber et Wilmé en 2019.

## Étymologie
Cette espèce est nommée en l'honneur d'André Peyrieras.

## Publication originale
- Lourenço, Waeber & Wilmé, 2019 : « Additions to the geographical distribution of the Malagasy family Microcharmidae Lourenço 1996 (Scorpiones: Buthoidea) and description of three new species of Microcharmus Lourenço, 1995. » Madagascar Conservation & Development, vol. 14, no 1, p. 26-36.